# The Power of the Dog (phim)
The Power of the Dog là phim điện ảnh chính kịch tâm lý xã hội Viễn Tây năm 2021 do Jane Campion viết kịch bản kiêm đạo diễn. Tác phẩm dựa trên cuốn tiểu thuyết cùng tên năm 1967 của Thomas Savage. Phim có sự tham gia diễn xuất của Benedict Cumberbatch, Kirsten Dunst, Jesse Plemons và Kodi Smit-McPhee. Được ghi hình chủ yếu tại vùng nông thôn Otago của New Zealand, bộ phim là sản phẩm hợp tác quốc tế giữa New Zealand, Hy Lạp, Vương quốc Anh, Hoa Kỳ và Úc. The Power of the Dog đem đến nhiều chủ đề khác nhau như tình yêu, nỗi buồn, sự oán giận, nỗi ghen tức và tính dục.
The Power of the Dog khởi chiếu ra mắt tại Liên hoan phim quốc tế Venezia lần thứ 78 vào ngày 2 tháng 9 năm 2021, tại đây Campion đã giành được giải Sư tử bạc cho Đạo diễn xuất sắc nhất. Bộ phim được công chiếu giới hạn tại một số rạp chiếu vào tháng 11 năm 2021 và được phát hành trực tuyến toàn cầu trên nền tảng Netflix từ ngày 1 tháng 12 năm 2021. The Power of the Dog nhận được sự hoan nghênh nhiệt liệt từ giới phê bình, đặc biệt cho phần chỉ đạo đạo diễn và kịch bản của Campion, kỹ thuật quay phim, phần nhạc nền cùng diễn xuất của bốn diễn viên chính. The Power of the Dog được nhiều danh sách top 10 bình chọn làm một trong những phim điện ảnh hay nhất năm 2021.
Tác phẩm đã nhận được nhiều giải thưởng và đề cử, trong đó có 12 đề cử tại Giải Oscar lần thứ 94, bao gồm Phim hay nhất và Đạo diễn xuất sắc nhất – giúp Campion trở thành nữ đạo diễn đầu tiên nhận được nhiều hơn một đề cử giải Oscar cho hạng mục đạo diễn – cũng như được vinh danh là một trong những phim điện ảnh hay nhất năm 2021 bởi Viện phim Mỹ. Phim cũng nhận được bảy đề cử tại Giải Quả cầu vàng lần thứ 79, trong đó giành chiến thắng tại hạng mục Phim chính kịch hay nhất, Nam diễn viên điện ảnh phụ xuất sắc nhất cho Smit-McPhee và Đạo diễn xuất sắc nhất cho Campion; cùng 10 đề cử tại Giải Critics' Choice lần thứ 27, trong đó có Phim hay nhất.

## Nội dung
Năm 1925 tại Montana, hai anh em chủ trang trại giàu có Phil và George Burbank gặp góa phụ kiêm chủ nhà trọ Rose Gordon trong một lần đi chăn gia súc. George tốt bụng nhanh chóng bắt chuyện với Rose, nhưng Phil lại không thích cô và tin rằng cô chỉ muốn tiền của George. Ông cũng không thích cậu con trai thiếu niên Peter của cô vì ông cho rằng cậu bé nhìn yếu đuối và kém cỏi. George và Rose kết hôn, cô chuyển đến sống ở trang trại Burbank và gửi Peter vào trường y. Một buổi tối, George tổ chức bữa tiệc tối mời cha mẹ mình và ngài Thống đốc và bảo Rose chơi cây đàn piano mới mua. Rose vì trước đó bị Phil coi thường kỹ năng đánh đàn nên không thể chơi được. Cô bắt đầu uống rượu – điều mà trước đây cô chẳng bao giờ làm.
Lúc Peter về trang trại để nghỉ hè, Rose đã trở thành một kẻ nghiện rượu. Phil và đám người ở chế nhạo Peter, và cậu tự giam mình trong phòng riêng. Cậu mang về nhà một con thỏ mà cậu tự bẫy, khiến Rose thích thú, nhưng sau đó cô phát hiện ra rằng Peter đã giết và mổ xác con thú. Ngày khác, trên một khoảng đất trống, Phil thủ dâm với chiếc khăn quàng cổ của người thầy kiêm người cộng sự quá cố Bronco Henry. Peter bước vào khu đất trống và tìm thấy một hộp tạp chí có tên Bronco Henry – in hình những người đàn ông khỏa thân. Cậu nhìn thấy Phil đang tắm trong ao với chiếc khăn quấn cổ; Phil nhận ra cậu và đuổi cậu đi.
Phil sau đó đã kết bạn với Peter, đề nghị tết cho cậu một chiếc dây thừng từ da sống và dạy cậu cách cưỡi ngựa. Một ngày nọ, Peter cưỡi ngựa lên núi và tìm thấy một con thú đã chết, cậu dừng lại và cắt da của nó. Khi đang sửa hàng rào, Phil bị thương ở tay. Sau đó, Peter kể với Phil về việc từng tìm thấy thi thể người cha nghiện rượu của mình treo trên dây, và cậu đã tự tay cắt dây đưa xác cha xuống. Chứng nghiện rượu của Rose càng trầm trọng hơn khi Peter và Phil dành nhiều thời gian cho nhau hơn. Sau khi biết Phil thường đốt đống da sống mà ông sở hữu, Rose đã đổi đống da sống đó cho những thổ dân châu Mỹ để lấy một đôi găng tay. Sau đó cô ấy ngất đi trong cơn say và George đưa cô về phòng. Phil tức giận vì không còn lớp da sống nào để hoàn thành chiếc dây cho Peter. Peter giúp Phil bình tĩnh lại bằng cách đưa ông miếng da mà cậu đã cắt từ con bò chết. Phil cảm động trước cử chỉ của Peter và hứa với cậu họ sẽ có một mối quan hệ tốt hơn trong tương lai. Cả hai ở trong chuồng ngựa để hoàn thành đoạn dây thừng; vết thương hở của Phil và đống da sống trộn lẫn với nhau trong dung dịch dùng để làm mềm da.
Phil kể cho Peter nghe việc khi xưa Bronco Henry đã cứu mạng ông bằng cách nằm sát người ông trong túi ngủ khi thời tiết lạnh giá. Phil không trả lời khi Peter hỏi họ có khỏa thân không. Khi Phil không xuống ăn sáng vào ngày hôm sau, George thấy anh trai bị ốm trên giường, với vết thương bị nhiễm trùng nặng. Phil không kịp tìm Peter để đưa cậu cuộn dây thừng đã hoàn thiện, vì George đã mang ông đến bác sĩ. Phil sau đó qua đời. Tại đám tang, bác sĩ nói với George rằng Phil có thể đã chết vì bệnh than. Peter ở nhà, đặt cuộn dây thừng của Phil xuống dưới gầm giường. Khi thấy George và Rose trở về nhà, Peter quay đi và mỉm cười.

## Diễn viên
- Benedict Cumberbatch vai Phil Burbank
- Kirsten Dunst vai Rose Gordon
- Jesse Plemons vai George Burbank
- Kodi Smit-McPhee vai Peter Gordon
- Thomasin McKenzie vai Lola
- Genevieve Lemon vai Bà Lewis
- Keith Carradine vai Thống đốc Edward
- Frances Conroy vai Cụ bà Burbank
- Peter Carroll vai Cụ ông Burbank
- Alison Bruce vai Vợ của Thống đốc Edward
- Alistair Sewell vai Jock
- Cohen Holloway vai Bobby
- Sean Keenan vai Sven
- Adam Beach vai Edward Nappo
- Maeson Stone Skuggedal vai Con trai của Edward Nappo
- Alice Englert vai Buster

## Sản xuất

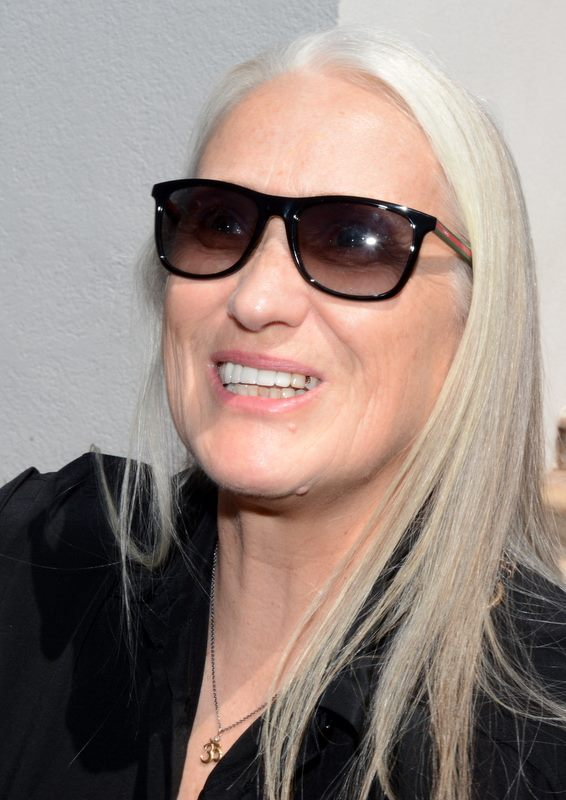
Đạo diễn Jane Campion nhận được Giải Sư tử bạc cho vai trò đạo diễn của bà trong The Power of the Dog.

### Phát triển
Đầu năm 2017, nhà biên kịch kiêm đạo diễn Jane Campion sau khi vừa quay xong mùa thứ hai của loạt phim Top of the Lake đã nhận được bản sao cuốn tiểu thuyết The Power of the Dog năm 1967 của Thomas Savage từ mẹ kế của bà, Judith. Campion say mê cuốn sách và bắt đầu săn lùng bản quyền phim của tác phẩm. Bà cùng nhà sản xuất Tanya Seghatchian sau đó đã sở hữu được bản quyền từ nhà sản xuất Canada Roger Frappier sau cuộc gặp gỡ với ông tại Liên hoan phim Cannes 2017. Theo Campion, cuốn tiểu thuyết đã được cân nhắc ít nhất năm lần trước đó nhưng chưa bao giờ được thực hiện. Đạo diễn Paul Newman là một trong số những người đã cố gắng chuyển thể cuốn sách.
Trong khoảng thời gian làm việc trên kịch bản, Campion vẫn trao đổi thư từ với nữ nhà văn Annie Proulx – người đã viết lời bạt cho ấn bản năm 2001 của cuốn tiểu thuyết gốc do Savage chấp bút. Sau khi hoàn thành bản thảo đầu tiên, Campion đến thăm trang trại của Savage ở Montana và gặp gỡ các thành viên trong gia đình ông (tác giả đã qua đời năm 2003) và tham khảo ý kiến của một chuyên gia từ Đại học Montana Western ở Dillon về Savage. Campion không thể thực hiện ghi hình ở Montana do lo lắng các vấn đề về ngân sách; thay vào đó bà đã chọn quay phim ở quê hương New Zealand của mình. Nhà quay phim Ari Wegner và nhà thiết kế sản xuất Grant Major đã hạ cánh xuống một địa điểm ở Central Otago ở Đảo Nam của New Zealand vài tháng trước ngày bấm máy của phim vào đầu năm 2020.

### Tuyển vai
Tháng 5 năm 2019, thông tin Campion sẽ đảm nhiệm phần kịch bản kiêm đạo diễn cho dự án cùng với dàn diễn viên gồm Benedict Cumberbatch và Elisabeth Moss được xác nhận. Paul Dano bước vào cuộc đàm phán để tham gia bộ phim vào tháng 9. Anh được xác nhận sẽ đảm nhiệm một vai chính vào tháng kế tiếp, đồng thời Kirsten Dunst cũng được đưa tin là sẽ thay thế Moss cho vai diễn của cô. Tuy nhiên, đến tháng 11, Dano cũng bỏ dở dự án do xung đột lịch làm việc với Batman (2022). Jesse Plemons, vốn ban đầu được giao cho vai diễn này trước Dano, được chọn lại để thay thế anh. Tháng 2 năm 2020, Thomasin McKenzie, Kodi Smit-McPhee, Frances Conroy, Keith Carradine, Peter Carroll và Adam Beach được xác nhận sẽ tham gia dự án.
Campion đã nghĩ ngay tới Cumberbatch cho vai diễn Phil Burbank. Anh thu hút sự chú ý của Campion từ bộ phim truyền hình Parade's End (2012–2013) của đài BBC. Để chuẩn bị cho vai diễn này, Cumberbatch đã dành thời gian nghiên cứu về cuộc thám hiểm của Lewis và Clark cũng như đi làm việc thực tế tại một trang trại chăn nuôi gia súc gần Vườn quốc gia Glacier ở Montana. Anh cũng tham gia một khoá huấn luyện kéo dài ba tuần để học cưỡi ngựa, ném dây, thiến bò và chơi băng cầm.

### Quay phim
Quá trình quay phim bắt đầu ở New Zealand vào tháng 1 năm 2020 tại Maniototo ở Central Otago, và cũng diễn ra ở thành phố ven biển Otago của Dunedin và thị trấn Oamaru. Công tác sản xuất bộ phim bị đình trệ vào tháng 3 năm 2020 do những ảnh hưởng của đại dịch COVID-19. Sau khi miễn thị thực cho dàn diễn viên và đội ngú sản xuất, quá trình ghi hình được tiếp tục vào tháng 6 năm 2020. Tất cả các nội cảnh của phim đều được quay tại các phim trường ở Auckland trong những tuần quay cuối. Phim đóng máy vào tháng 7 năm 2020. Trong suốt quá trình sản xuất, Cumberbatch luôn giữ đúng tính cách của nhân vật mà anh thể hiện. Anh và Dunst đã đồng ý sẽ không nói chuyện với nhau trên phim trường.
Đạo diễn hình ảnh Ari Wegner đã quay The Power of the Dog bằng cách sử dụng hai máy quay Arri Alexa LF kết hợp ống kính Panavision Ultra Panatar, với tỷ lệ khung hình 2,40:1. Campion cũng tìm kiếm một nhà quay phim nữ sẵn sàng dành cả năm để thực hiện dự án cùng bà. Bà đã liên hệ với Wegner, người từng thực hiện cùng Campion một chiến dịch quảng cáo cho ngân hàng ANZ vào năm 2015. Wegner và Campion đã cùng nhau thực hiện bảng phân cảnh cho phim một cách vô cùng tỉ mỉ – đôi khi cả hai tự làm việc độc lập để có thể tiện so sánh sau này. Wegner bị thu hút bởi các tác phẩm của Evelyn Cameron, một nhiếp ảnh gia người Anh chuyển đến Montana vào gần cuối thế kỷ 20. Những bức ảnh lịch sử từ kho lưu trữ của tạp chí Time, loạt phim tài liệu The West của Ken Burns và các tác phẩm của hai hoạ sĩ Andrew Wyeth và Lucian Freud đều là những nguồn tài liệu tham khảo bổ sung.
Grant Major chịu trách nhiệm phần thiết kế sản xuất cho The Power of the Dog; trước đây ông đã từng làm việc với Campion trong bộ phim An Angel at My Table của bà. Trong điều kiện thời tiết khó khăn, Grant và nhóm của ông đã xây dựng mặt tiền của ngôi biệt thự hai tầng, một phòng làm việc, một chuồng gia súc và các địa điểm dự trữ tại nơi thực hiện quá trình quay phim. Phần nội thất của dinh thự được xây dựng sau này trong một phim trường ở Auckland, mô phỏng theo căn biệt thự Sagamore Hill của cựu tổng thống Theodore Roosevelt. Những đồ nội thất đúng với thời kỳ đặt bối cảnh phim đều không có sẵn ở New Zealand, do đó nhà trang trí Amber Richards đã tìm nguồn cung cấp nội thất từ nhiều ngôi nhà khác nhau ở Los Angeles.

### Âm nhạc
Campion đã mời Jonny Greenwood thực hiện phần nhạc nền phim cho The Power of the Dog. Greenwood muốn tránh những âm thanh "bộ dây da diết" vốn đặc trưng trong âm nhạc Viễn Tây, mà thay vào đó chọn sử dụng âm thanh từ bộ đồng một cách phi điệu tính để nhấn mạnh tính "vô thường, cấm đoán" của cảnh quan thiên nhiên trong phim. Anh không hài lòng với âm thanh băng cầm mà nhân vật Phil chơi trên màn ảnh, và để thay thế, anh đã tự mình chơi cello theo cách chơi băng cầm – tức là sử dụng cùng một kỹ thuật gảy ngón tay. Theo Greenwood, âm thanh tạo ra là "một sự nhầm lẫn thú vị" và "một âm thanh mà bạn sẽ nhận ra, nhưng đó không phải là phong cách mà bạn vẫn hay biết". Do những ảnh hưởng của đại dịch COVID-19 cùng những hạn chế trong việc tụ tập đông người, Greenwood không thể làm việc với một dàn nhạc mà phải tự thu âm hầu hết phần cello, sau đó xếp chồng lớp những đoạn âm này để tạo nên âm thanh giống như từ dàn nhạc.

## Phát hành
The Power of the Dog được công chiếu ra mắt tại Liên hoan phim quốc tế Venezia lần thứ 78 vào ngày 2 tháng 9 năm 2021, đồng thời có các buổi chiếu thuyết trình đặc biệt tại Liên hoan phim quốc tế Toronto 2021 và Liên hoan phim Telluride cùng tháng đó. Phim cũng được công chiếu tại các liên hoan phim ở Charlottesville, London, Middleburg, Mill Valley, Montclair, New York, San Diego, San Sebastian, Savannah và Zurich. Phim cũng được chiếu tại Liên hoan phim quốc tế Ấn Độ lần thứ 52 vào tháng 11.
The Power of the Dog được công chiếu giới hạn tại một số rạp chiếu của Úc và New Zealand vào ngày 11 tháng 11 năm 2021, trong đó trách nhiệm phân phối tác phẩm ngoài rạp ở cả hai quốc gia này đều thuộc về Transmission Films. Phim bắt đầu được công chiếu tại một số lượng chọn lọc các rạp chiếu ở Hoa Kỳ và Vương quốc Anh vào ngày 17 tháng 11 năm 2021. Tác phẩm được phát hành toàn cầu trên nền tảng Netflix từ ngày 1 tháng 12 năm 2021. Một phim ngắn tài liệu hậu trường mang tên Khám phá hậu trường cùng Jane Campion sau đó cũng được phát hành trên Netflix toàn cầu vào ngày 27 tháng 1 năm 2022.

## Đón nhận

### Doanh thu phòng vé
Mặc dù Netflix không báo cáo tổng doanh thu phòng vé các bộ phim của hãng, trang IndieWire ước tính bộ phim đã thu về 125.000 USD từ 40 rạp chiếu trong dịp cuối tuần đầu tiên công chiếu và tổng cộng 160.000 USD sau 5 ngày đầu tiên.

### Lượt xem trực tuyến
Trong năm ngày đầu tiên phát hành trực tuyến, The Power of the Dog đã được 1,2 triệu hộ gia đình ở Mỹ, 92.000 hộ gia đình ở Anh, 37.000 hộ gia đình ở Đức và 16.000 hộ gia đình ở Úc xem trực tiếp.

### Đánh giá chuyên môn
Trên hệ thống tổng hợp kết quả đánh giá Rotten Tomatoes, phim nhận được 94% lượng đồng thuận dựa theo 331 bài đánh giá, với điểm trung bình là 8,4/10. Các chuyên gia của trang web nhất trí rằng: "Được sinh ra bởi một dàn sao xuất sắc do Benedict Cumberbatch dẫn dắt, The Power of the Dog tái khẳng định nhà biên kịch kiêm đạo diễn Jane Campion là một trong những nhà làm phim xuất sắc nhất ở thế hệ của bà." Trên trang Metacritic, phần phim đạt số điểm 89 trên 100, dựa trên 58 nhận xét, hầu hết là những lời khen ngợi.
Đánh giá về bộ phim cho The Hollywood Reporter, David Rooney nhận định: "Đây là bộ phim được trau chuốt một cách tinh xảo, nhịp điệu chậm rãi của nó liên tục biến chuyển như những nốt trầm của phiền muộn, cô đơn, dằn vặt, ghen tuông và phẫn uất. Campion kiểm soát hoàn toàn những chất liệu của bà, đào sâu vào cuộc sống nội tâm đầy biến động của từng nhân vật với sự tinh tế khôn lường." Ngược lại, Owen Gleiberman của Variety viết, "Tất cả những thứ này nên được xây dựng, một cách từ từ và nghiễm nhiên, bằng sức mạnh và cảm xúc. [...] The Power of the Dog cần phải đạt được tới cảm xúc đầy thương tổn hơn. Trong hồi truyện cuối cùng vốn rất quan trọng, bộ phim lại trở nên quá xiên xẹo."
Metacritic báo cáo rằng The Power of the Dog đã xuất hiện trên 118 danh sách top 10 phim điện ảnh năm 2021 của các nhà phê bình điện ảnh – nhiều nhất so với bất kỳ bộ phim nào trong năm đó. Tác phẩm đứng đầu ở 31 danh sách và đứng thứ hai trong 23 danh sách.

### Giải thưởng
The Power of the Dog trở thành phim điện ảnh đầu tiên do một phụ nữ làm đạo diễn nhận được hơn mười đề cử giải Oscar. Campion đồng thời cũng trở thành nữ đạo diễn đầu tiên nhận được nhiều hơn một đề cử giải Oscar cho Đạo diễn xuất sắc nhất, trước đó tác phẩm đầu tiên của bà nhận được đề cử này là The Piano.